# MOSIX
Mosix, Multi-computer Operating System for Unix, è un sistema di gestione di cluster Linux che ne potenzia le capacità del kernel offrendo "cluster capabilities" e griglie organizzative. Il sistema fornisce una Single-system image (SSI), in altre parole la capacità di vedere un sistema composto da più macchine fisiche come un'unica macchina virtuale.
Consente la migrazione dei processi da un nodo all'altro del cluster in modo automatico e trasparente, garantendo tutte le funzionalità dei comandi di controllo dei processi Linux senza costringere gli sviluppatori a riscrivere le applicazioni in modo da gestire la suddivisione dei processi in sottoprocessi indipendenti che possano essere eseguiti su processori differenti. Permette inoltre di accedere a librerie remote come se fossero sulla macchina locale automaticamente ed in modo trasparente per l'utente finale.

## Pubblicazioni correlate a MOSIX
A tutt'oggi il gruppo di ricerca MOSIX ha redatto oltre 150 pubblicazioni scientifiche, comprese 40 tesi di ricerca e di dottorato, articoli in riviste scientifiche, conferenze professionali, tutorial e workshop, oltre ad un libro. Ecco un elenco non esaustivo di pubblicazioni:

### Articoli correlati a MOSIX2 per Linux 2.6
Questi articoli descrivono i metodi per la gestione delle griglie, inclusa la gestione delle configurazioni dinamiche, gli algoritmi di gossip per la disseminazione delle informazioni, i nodi di tipo Fair-shareper l'allocazione dei nodi in una griglia e la migrazione massiva dei lavori da un cluster in via di disconnessione.
- Meiri E.,Barak A., Parallel Compression of Correlated Files Archiviato il 9 maggio 2008 in Internet Archive., Proc. IEEE Cluster 2007, Austin, Sept. 2007.
- Amar L., Stosser J., Barak A. and Neumann D., Economically Enhanced MOSIX for Market-based Scheduling in Grid OS, Workshop on Economic Models and Algorithms for Grid System (EAMGS 2007), 8th IEEE/ACM Int. Conf. on Grid Computing(Grid 2007), Austin, Sept. 2007.
- Amar L., Barak A., Levy E. and Okun M., An On-line Algorithm for Fair-Share Node Allocations in a Cluster. Proc. 7-th IEEE Int. Symposium on Cluster Computing and the Grid (CCGrid '07), pp. 83-91, Rio de Janeiro, May 2007.
- Amar L., Barak A., Drezner Z. and Peer I., Gossip Algorithms for Maintaining a Distributed Bulletin Board with Guaranteed Age Properties. TR, 2006.
- Barak A., Shiloh A. and Amar L., An Organizational Grid of Federated MOSIX Clusters. Proc. 5-th IEEE International Symposium on Cluster Computing and Grid (CCGrid '05), Cardiff, May 2005.
- Barak A. and Drezner Z., Gossip-Based Distributed Algorithms for Estimating the Average Load of Scalable Computing Clusters and Grids. Proc. 2004 Int. Conference on Parallel and Distributed Processing Techniques and Applications (PDPTA'04), Las Vegas, NV, June 2004.

### Articoli correlati a MOSIX per Linux 2.2 & 2.4
Durante lo sviluppo di questa versione, sono state effettuate ricerche su algoritmi competitivi per la gestione uniforme di differenti risorse computazionali, un file system scalabile ed uno I/O parallelo.
- Okun M. and Barak A., Atomic Writes for Data Integrity and Consistency in Shared Storage Devices for Clusters. Journal of Future Generation Computer Systems, Vol. 20, No. 4, pp. 539-547, May 2004.
- Amar L., Barak A. and Shiloh A., The MOSIX Direct File System Access Method for Supporting Scalable Cluster File Systems. Cluster Computing, Vol. 7, No. 2, pp. 141-150, April 2004.
- Keren A. and Barak A., Opportunity Cost Algorithms for Reduction of I/O and Interprocess Communication Overhead in a Computing Cluster. IEEE Tran. Parallel and Distributed Systems, Vol. 14, No. 1, pp. 39-50, January 2003.
- Amar L., Barak A. and Shiloh A., The MOSIX Parallel I/O System for Scalable I/O Performance. Proc. 14-th IASTED Int. Conference on Parallel and Distributed Computing and Systems (PDCS 2002), pp. 495-500, Cambridge, MA, Nov. 2002.
- Amir Y., Awerbuch B., Barak A., Borgstrom R.S. and Keren A., An Opportunity Cost Approach for Job Assignment in a Scalable Computing Cluster. IEEE Tran. on Parallel and Distributed Systems, Vol. 11, No. 7, pp. 760-768, July 2000.
- McClure S. and Wheeler R., MOSIX: How Linux Clusters Solve Real World Problems. Proc. 2000 USENIX Annual Tech. Conf., pp. 49-56, San Diego, CA., June 2000.
- Amar L., Barak A., Eizenberg A. and Shiloh A.,. The MOSIX Scalable Cluster File Systems for LINUX, June 2000.
- Barak A., La'adan O. and Shiloh A., Scalable Cluster Computing with MOSIX for LINUX. Proc. 5-th Annual Linux Expo, pp. 95-100, Raleigh, NC, May 1999.

### Libro su MOSIX Version 1
- Barak A., Guday S. and Wheeler R., The MOSIX Distributed Operating System, Load Balancing for UNIX. Lecture Notes in Computer Science, Vol. 672, Springer-Verlag, May 1993.

### Altre pubblicazioni legate a MOSIX
1. Barak A. and La'adan O., The MOSIX Multicomputer Operating System for High Performance Cluster Computing. Journal of Future Generation Computer Systems, Vol. 13, No. 4-5, pp. 361-372, March 1998.
2. Barak A., Laden O. and Yarom Y., The NOW MOSIX and its Preemptive Process Migration Scheme. IEEE TCOS, Vol. 7, No. 2, pp. 5-11, Summer 1995.
3. Haban D., Wybranietz D. and Barak A., Monitoring and Management-Support of Distributed Systems, Proc. European Workshop on Progress in Distributed operating Systems and Distributed System management, pp. 110-137, Berlin, April 1989.
4. Barak A. and Wheeler R., MOSIX: An Integrated Multiprocessor UNIX. Proc. Winter 1989 USENIX Conf., pp. 101-112, San Diego, CA, Feb. 1989.
5. Barak A., Shiloh A. and Wheeler R., Flood Prevention in the MOSIX Load-Balancing Scheme, IEEE-TCOS Newsletter, Vol. 3, No. 1, pp. 24-27, Winter 1989.
6. Barak A. and Kornatzky Y., Design Principles of Operating Systems for Large Scale Multicomputers, Proc. Int. Workshop on Experience with Distributed Systems, pp. 104-123, Kaiserslautern, Sept. 1987. Also, Report RC 13220, IBM T.J. Watson Research Center, Yorktown Heights, NY, Oct. 1987.
7. Alon N., Barak A. and Manber U., On Disseminating Information Reliably Without Broadcasting, Proc. 7-th Int. Conf. on Distributed Computing Systems (ICDCS-7), pp. 74-81 (best conference paper), Berlin, Sept. 1987.
8. Barel A., NSMOS - MOS Port to the National's 32000 Family Architecture. Proc. 2nd Israel Conf. Computer Systems and Soft. Eng., Tel-Aviv, May 1987.
9. Barak A., Drezner Z. and Gurevich Y., On the Number of Active Nodes in a Multicomputer System, Networks, An Int. Journal, Vol. 16, No. 3, pp. 275-282, Fall 1986.
10. Barak A. and Paradise G. O., MOS - Scaling Up UNIX. Proc. Summer 1986 USENIX Conf., pp. 414-418, Atlanta, GA, June 1986.
11. Barak A. and Paradise G. O., MOS - a Load Balancing UNIX. Proc. Autumn 86 EUUG Conf., pp. 273-280, Manchester, Sept. 1986.
12. Drezner Z. and Barak A., An Asynchronous Algorithm for Scattering Information Between the Active Nodes of a Multicomputer System, Journal of Parallel and Distributed Computing, Vol. 3, No. 3, pp. 344-351, Sept. 1986.
13. Barak A. and Shiloh A., A Distributed Load-balancing Policy for a Multicomputer. Software - Practice & Experience, Vol. 15, No. 9, pp. 901-913, Sept. 1985.
14. Barak A. and Litman A., MOS - A Multicomputer Distributed Operating System. Software - Practice & Experience, Vol. 15, No. 8, pp. 725-737, Aug. 1985.
15. Drezner Z. and Barak A., Efficient Algorithms for Routing Information in a Multicomputer System, Distributed Algorithms on Graphs, Carleton University Press, pp. 41-48, Ottawa, Aug. 1985.
16. Barak A., Dynamic Process Control for Distributed Computing, Proc. 3-rd Int. Conf. on Distributed Computing Systems (ICDCS-3), pp. 36-40, Ft. Lauderdale, FL, Oct. 1982.
17. Barak A., Shapir A., Steinberg G. and Karshmer A.I., A Modular, Distributed UNIX. Proc. 14-th Hawaii Int. Conf. on System Science, pp. 740-747, January 1981.
18. Barak A. and Shapir A., UNIX with satellite Processors. Software - Practice & Experience, Vol. 10, No. 5, pp. 383-392, May 1980.